# Els Quatre Gats
Az Els Quatre Gats (a katalán kifejezés jelentése: a négy macska, spanyolul: Los Cuatro Gatos, stilizáltan: 4GATS) egy híres vendéglő Barcelona belvárosában, modernista művészek találkozóhelye.

## Története
Azon a helyen, ahol ma az Els Quatre Gats található, 1888-ig egy gótikus épületegyüttes állt, többek között templom és egy kolostor, a Montsiói Miasszonyunk-kolostor, amit 1420-tól a 19. századig használtak a domonkosok, majd színházként hasznosították. Később a domonkosok visszavették, de néhány év múlva az első köztársaság katonái szállták meg, majd 1888-ban a templomot és hozzá tartozó épületeket szétbontották, és építőköveit áthordva egy másik helyszínre, ott újjáépítették. Az üresen maradt telek, mivel a belvárosban, a település kulturális központjában helyezkedett el, igen nagy értéket képviselt. A telekre egy Martí nevű ember építtetett egy háromemeletes bérpalotát. Az épület tervezője Josep Puig i Cadafalch volt, az építkezés 1896-ra készült el.
A ház első lakója Narcís Verdaguer i Callís ügyvéd (Jacint Verdaguer rokona) volt, aki többek között tagja volt a Katalán Ligának és megalapította a Katalanista Iskolaközpontot, a házban pedig ügyvédi irodát működtetett. Felesége a francia származású Bonnemaison asszony volt, aki kulturális intézményt alapított a városban. Pere Romeu volt az, aki 1897. június 12-én megnyitotta az Els Quatre Gatsot az épület földszintjén.
Az új vendéglő, amelyhez saját sörfőzde is tartozott, hamarosan művészek találkozóhelyévé vált. 1899-től a fiatal Pablo Picasso rendszeres vendéggé vált itt, első kiállítását az itteni nagyteremben rendezte be 1900-ban. Ezen a kiállításon 25, faszénnel rajzolt alkotás és vízfestmény szerepelt, rajzszögekkel a falra erősítve. Ugyancsak gyakran látogatta az Els Quatro Gatsot Isaac Albéniz zeneszerző és két barátja, a szintén zenész Enrique Granados és Lluís Millet, valamint Antoni Gaudí építész és Ricard Opisso rajzművész.
A vendégek között azonban sokan voltak, akik nem fizettek rendesen, és ez a tulajdonost nem zavarta különösképpen. A hely adóssága így egyre csak növekedett, ezért 1903 júniusában kénytelenek voltak bezárni. Később a helyiség a Sant Lluch nevű művészkör központja lett, de 1936-ban a polgárháború ennek is véget vetett. Végül az 1970-es évek végén három vállalkozó, Pedro Moto, Ricard Alsina és Ana Verdaguer nyitotta meg újra. 1988-tól Josep M. Ferré vette át a vendéglőt, amit 1991-ben fel is újítottak.

## Leírás
Az étterem az északkelet-spanyolországi Barcelona belvárosában, a Montsió utca 3. szám alatt, a Patriarca utca sarkán található többemeletes palota, a Martí-ház földszintjén működik. Stílusára a 15. századi németalföldre jellemző gótikát utánzó neogótika jellemző.
Belső terének legfeltűnőbb jelensége a falon található Ramón Casas és Pere Romeu egy tandemen című festmény (Ramón Casas alkotása), valamint számos kisebb kép, amelyek olyan hírességeket ábrázolnak, akik a korai években vendégei voltak az Els Quatre Gatsnak (például Pablo Picasso, Ricard Opisso, Isidre Nonell és Santiago Rusiñol).

## Képek

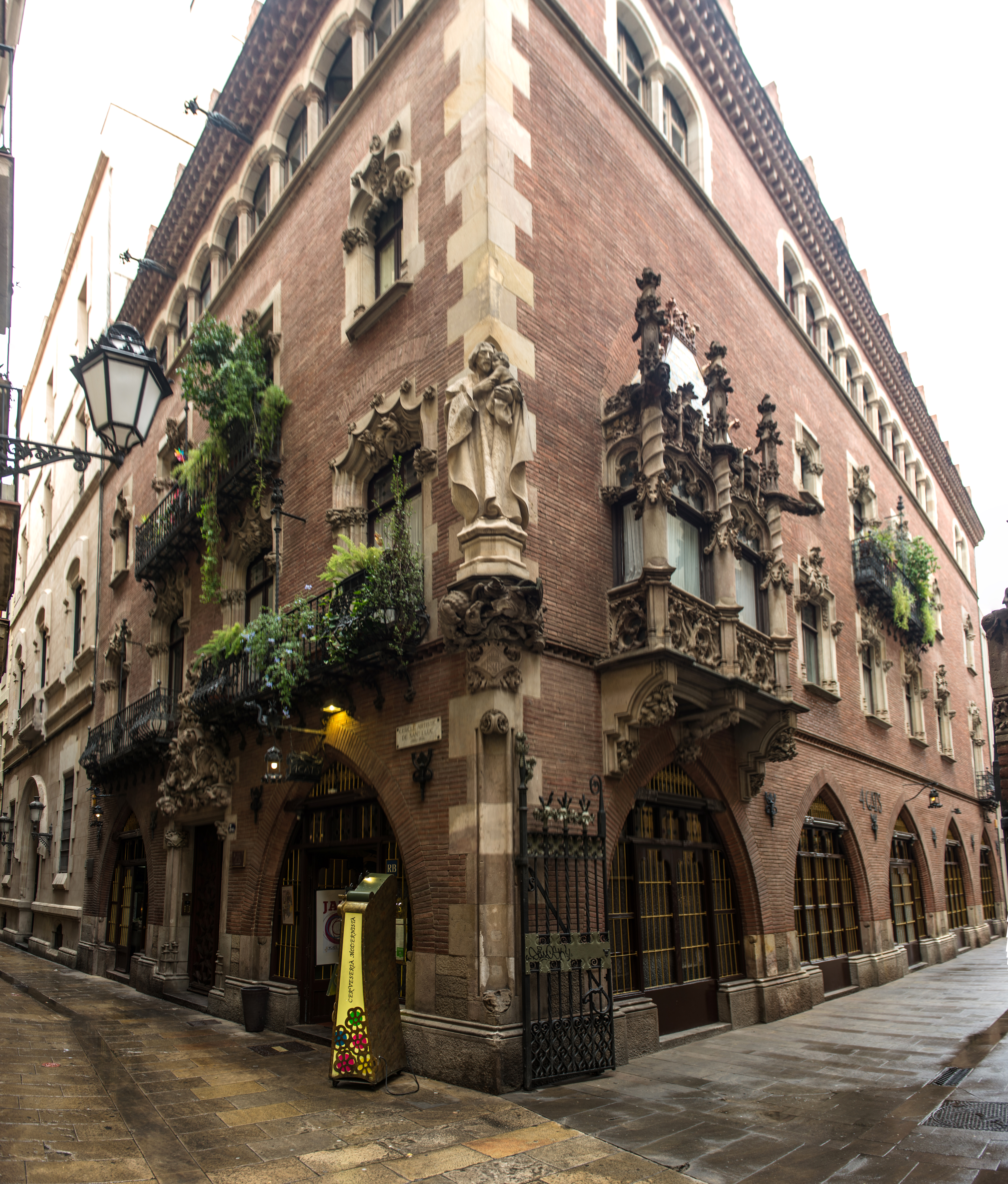
Az Els Quatre Gatsnak helyt adó épület
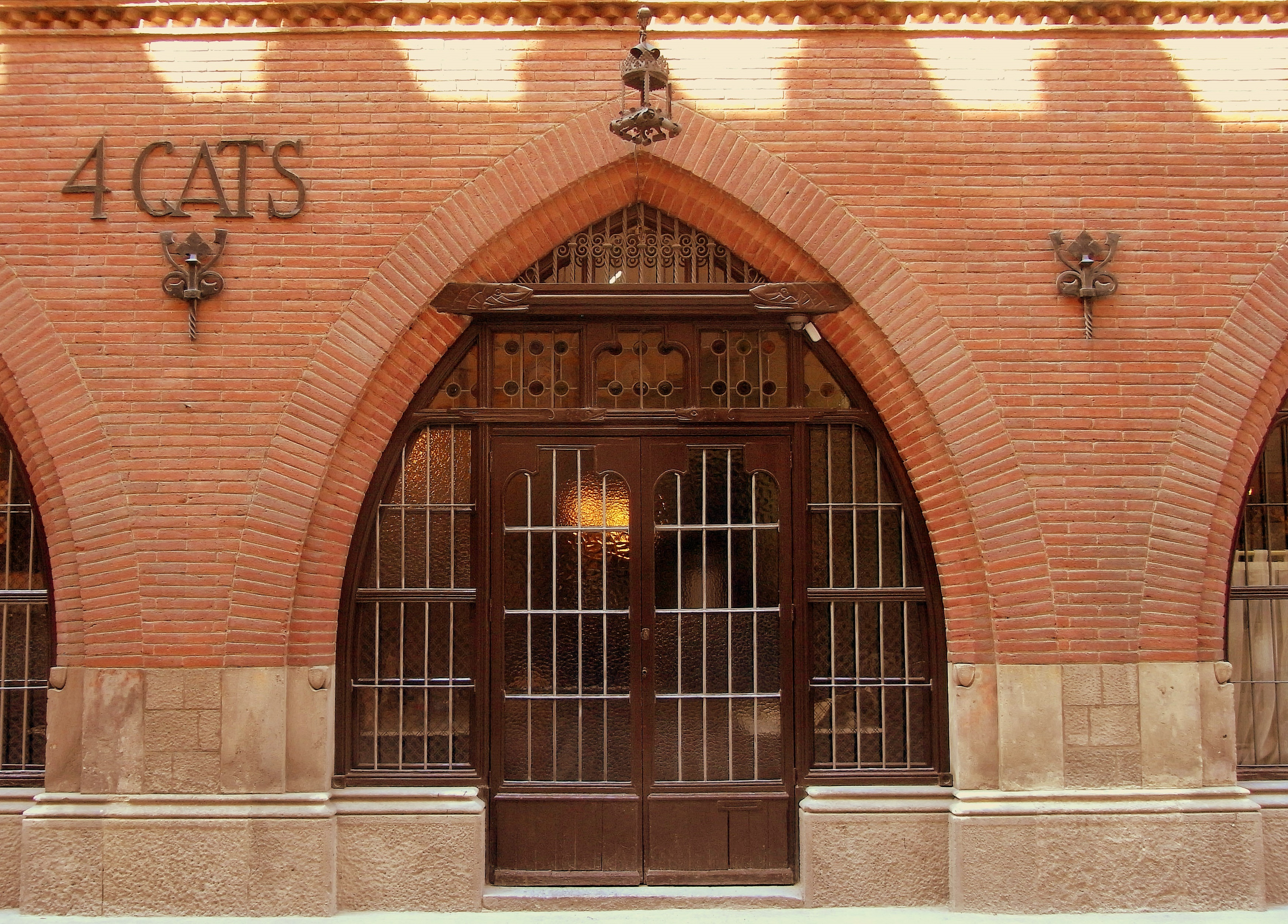
Bejárat és egy 4GATS felirat
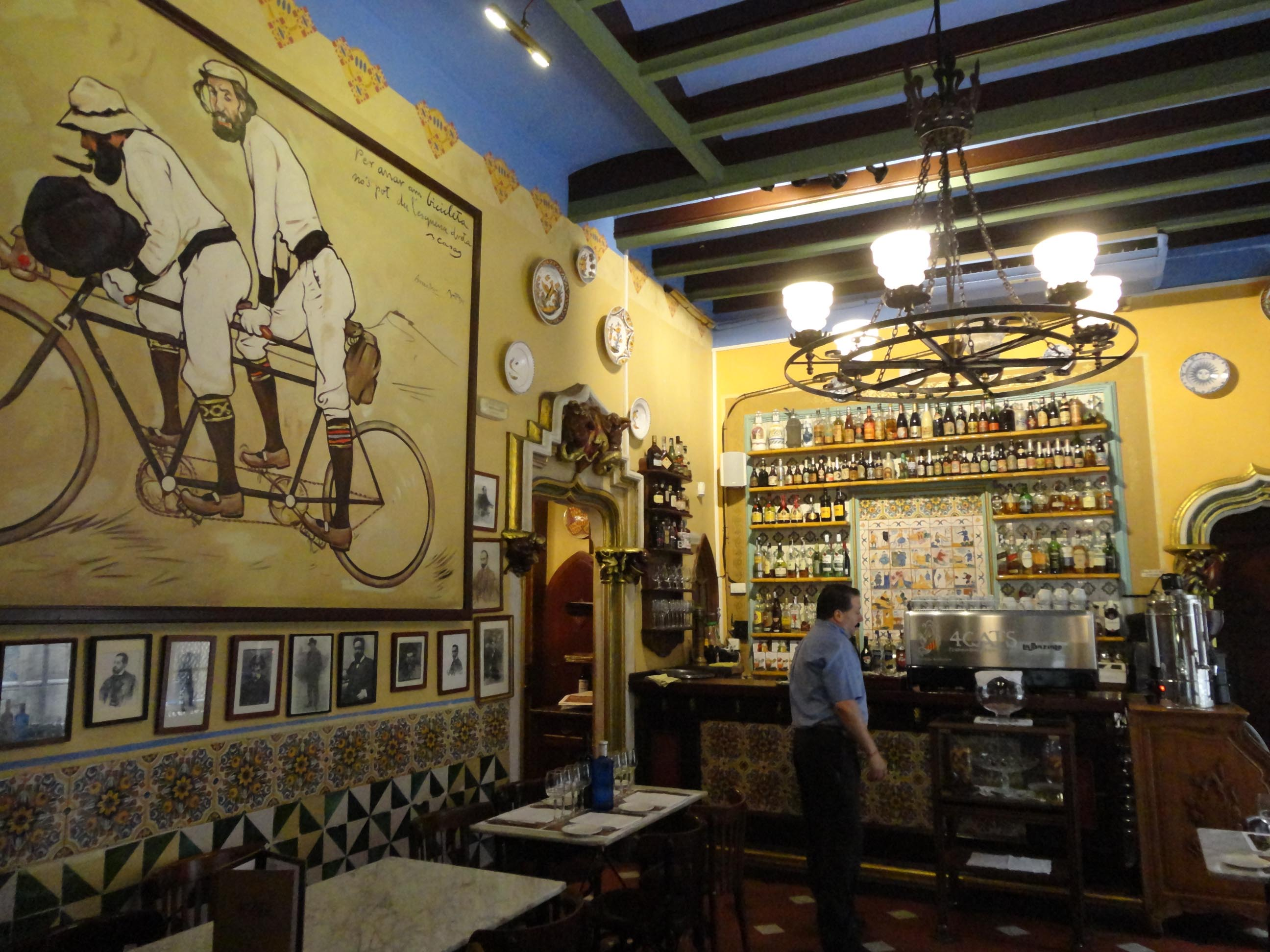
Belső kép
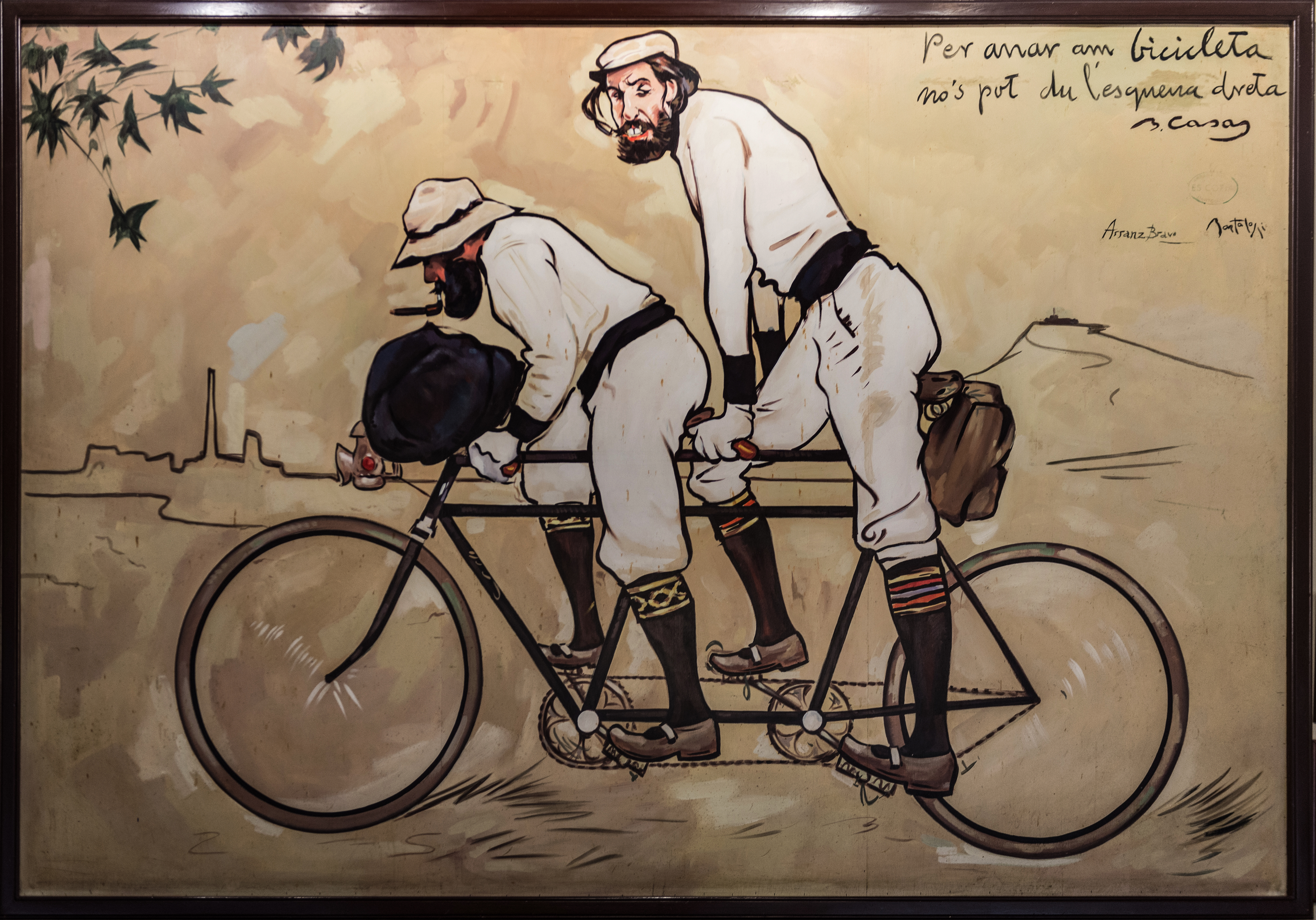
Ramón Casas festménye a falon